# Регионален археологически музей, Пловдив
Регионалният археологически музей – Пловдив (съкратено РАМ  – Пловдив) е специализиран музей за археология и история в Пловдив. Той е една от най-старите културни институции в България. Музеят е официално открит за публика през 1882 г., а неговото развитие преминава през етапа на археологическо-нумизматичен кабинет, обособяването му като археологически музей през 1920 г. и окончателното му преобразяване в единствения регионален археологически музей в България през 2006 г.

## История
Идеята за създаване на "Музей за старини" в гр. Пловдив съществува още от периода преди Освобождението и се приписва на големия български общественик Йоаким Груев. През 1879 г. е създадено учреждение, което носи названието Пловдивска народна библиотека, а към него е сформиран и областен музей. По стечение на обстоятелствата този музей е закрит през 1900 г., а събраната до този момент колекция е предадена на Народния музей в София. Едва десет години по-късно, впоследствие на усилията на тогавашния директор на библиотеката Борис Дякович, музейната сбирка е възстановена под формата на специализиран отдел към библиотеката под название "археологическо-нумизматически кабинет". Това се случва на 1 януари 1910 г. Обособени са шест отдела – археологически, исторически, етнографски, църковен, нумизматичен и разни старини. Освен официалните отдели още през 1907 г. се сформира „предисторически” отдел, а през 1909 г. - „исторически”, „старо изкуство” и други.
Съгласно изменението и допълнението на Закона за народното просвещение през 1920 г. археологическо-нумизматичният кабинет при Народната библиотека в Пловдив е преименуван в Археологически музей. Целта на музея, според §166 от правилника за Народната библиотека в Пловдив, е да събира и съхранява паметниците от миналото на българите и други балкански народи. Според §167 на същия правилник, музеят се разделя на три главни отдела: археологически, нумизматичен и художествен. 
Официален учредителен акт на музея е указ № 145 от 6 юни 1921 г. на НВ Цар Борис III.
На 1 декември 1930 г., в новата сграда на учреждението, е официално открита за посещения първата експозиция на музея, функциониращ към Народната библиотека. Той е преименуван на „Народен археологически музей”, но въпреки исканията на музейните деятели все още не е самостоятелно обособен. Едва на 10 март 1945 г. учреждението бива обособено като самостоятелен институт под наименованието Народен археологически музей.
С Постановление № 80 от 07 април 2006 г. на Министерския съвет Археологически музей – Пловдив придобива статут на Регионален музей с обхват на дейност територията на Пловдивска област.

### Въпросът със сградата на музея
От 1 март 1883 г. музеят и библиотеката напускат конака на Исмаил бей и са настанени от директора Ил. С. Йовчев в „по-удобно за целта здание на сарача Еминаа Хаджи Неджибов“, което намирало се в северните склонове на Сахат тепе, до Евангелистката църква. От 1884 г. музеят и библиотеката са преместени отново, този път в къщата на Анастасаки Томиди на днешната ул. „Съборна“ № 33. Тази сграда (станала собственост на Пловдивския род Протохристови) е съборена при прокопаването на тунела.
На предвиденото място за областна библиотека и музей на днешния площад „Съединение“ е построена сградата за Областното събрание на Източна Румелия. Сградата е издигната от 1884 до 1885 г. по проект на известния италиански арх. Пиетро Монтани, но поради състоялото се Съединение на 6 септември 1885 г. остава незаета по предназначението си. На 11 януари 1886 г., директорът на музея Ил. Йовчев иска от Министерството на народното просвещение незаетата сграда да бъде предоставена за ползване от библиотеката и музея. На 24 февруари 1886 г. е получена телеграма, с която официално е разрешено преместване от 1 март 1886 г.
В периода 1995 – 1999 г. е разработен проект за ремонт и укрепване на сградата. През 2003 г. е разработен нов проект за цялостен ремонт и разширение на сградата на музея. От 2006 г. стартира изпълнението на този проект и изграждането на нова музейна сграда. Ремонтът приключва през 2010 година.

## Археологически комплекс "Небет тепе"
Небет тепе е едно от най-рано заселените места в Пловдив, с археологически останки от края на V хил. пр. Хр. до Възраждането. На хълма се разкрива цитаделата на античния Филипопол с тракийски, елинистически, римски, византийски и средновековни укрепления, сгради, водохранилища и некропол. През османския период там е разположен градският гарнизон, откъдето произлиза и името „Невбет“ – от турски: „стража“, със значение „наблюдателен стражеви хълм“. Археологическият комплекс е проучен, консервиран и експониран по проект „По крепостните стени на Филипопол“, а от 20 март 2025 г. обектът се управлява от Регионален археологически музей – Пловдив, достъпен е за посетители и предлага автентично културно-историческо преживяване и впечатляваща панорама.

## Фондове
Музеят има една от най-богатите колекции в страната, разпределена в 5 отделни фонда:
1. „Праистория” ⎼ обхваща периода от неолита до бронзовата епоха (ок. 6000 – 1200 г. пр. Хр.)
2. „I-во хилядолетие” ⎼ обхваща периода на желязната епоха (ок. 1200 – 100 г. пр. Хр.)
3. „Античност” – съхраняваща експонати от Античността и Късната античност (ок. I – VI в. сл. Хр.)
4. „Средновековие” ⎼ обхваща периода на Средновековието, като включва и колекция „Възраждане” (ок. VII – XX в. сл. Хр.)
5. „Нумизматика” ⎼ включва всички постъпили в музея монети и монетовидни предмети (екзагии, медальони и др.) от VI в. пр. Хр. до XX в. и е един от най-богатите нумизматични фондове в страната.

Музеят има обособени научен архив и специализирана библиотека „Борис Дякович”.
Част от колекцията на музея е и небезизвестното Панагюрско златно съкровище, открито в близост до гр. Панагюрище през 1949 г. След неговото откриване е прието за съхранение и е вписано във фонда на археологическия музей в Пловдив, където е част от експозицията на музея до 1974 г. От 1974 г. до днес, съкровището се съхранява в Националния исторически музей в София, но регулярно гостува в РАМ - Пловдив.

## Библиотека
До 1944 г. археологическият музей и библиотеката, предшествала днешната Народна библиотека „Иван Вазов“, представляват единно учреждение с обща библиотечна колекция. От 12 юни 1945 г. датира първата инвентарна книга, в новооснованата библиотека към археологическия музей. Днес тя носи името на видния български археолог Борис Дякович, който е и директор на учреждението в периода 01.04.1901 – 12.02.1932. Библиотека "Борис Дякович" представлява специализирана археологическа библиотека с над 13 000 тома, сред които и част от личните библиотечни колекции на видни пловдивски археолози, като Димитър Цончев и Петър Делев.

## Ателие за реставрация и консервация
Музеят разполага със собствено ателие за реставрация и консервация. В него се почистват, реставрират и консервират експонатите, съхранявани във фондовете на музея, както и новите находки, постъпващи от археологически обекти в града и региона.